# Salvador Sevilla López
Salvador Sevilla López, més conegut com a Salva Sevilla (Berja, província d'Almeria, 18 de març de 1984), és un exfutbolista professional andalús que juga com a migcampista.

## Carrera esportiva
Va començar la seva carrera al Polideportivo Ejido on de la mà de Quique Setién, va debutar a la Copa del Rei davant del Lanzarote aconseguint dos gols i cridant l'atenció dels seleccionadors estatals, que el preseleccionaren per al Mundial Sub-21 en aquesta mateixa temporada. També aquest any va debutar a la segona divisió amb una notable actuació, per després anar-se'n al filial de l'Atlètic de Madrid.
D'aquí, va fitxar pel Sevilla Atlètic, filial del Sevilla FC que militava en el grup 4t de Segona Divisió B durant tres temporades aconseguint un ascens a la divisió de Plata del futbol espanyol, gaudint el Sevilla Atlètic dels seus serveis una temporada més a segona Divisió.
L'any següent va recalar a la UD Salamanca, sent un dels jugadors més destacats de l'equip. El 3 juliol 2010 va fitxar per quatre temporades pel Real Betis Balompié. Amb el club de les tretze barres aconseguir el somni de l'ascens a la primera divisió Espanyola, aconseguint en la temporada 2012/13 classificar-se per la prèvia de l'Europa League, obtenint bitllet per ser al sorteig de la fase de grups d'aquesta competició Europea contra el Jablonec txec on Salva Sevilla va ser un dels jugadors més destacats en el partit de tornada d'aquesta eliminatòria donant dues passades de gol per sentenciar així l'eliminatòria.
El 2014 va fitxar pel RCD Espanyol per tres temporades. El migcampista andalús, arribà al club català lliure de contracte procedent del Betis, i va marcar el primer gol de la temporada 2015–16, que va ser l'únic del partit a casa contra el Getafe CF.
El 28 d'agost de 2017, Sevilla, de 33 anys, es va incorporar al RCD Mallorca de la Segona Divisió B. Va ser titular indiscutible d'un equip que va aconseguir dos ascensos consecutius amb Vicente Moreno, i va culminar derrotant per 3-0 el Deportivo de La Coruña el 23 de juny de 2019 als play-offs de Segona Divisió 2019 tot superant un desavantatge de 2-0 de l'anada, i va marcar al minut 62.
El 28 de maig de 2022, Sevilla va acceptar un contracte d'un any amb el Deportivo Alavés, acabat de descendir a la segona divisió.

## Vida personal
El germà gran de Sevilla, José Antonio, també era futbolista, que jugava com a defensa; el seu club més destacat va ser el Poli Ejido.